# Émile Combes
Justin Louis Émile Combes (ur. 6 września 1835 w Roquecourbe, zm. 25 maja 1921 w Pons) – francuski polityk, minister, premier, mason, lewicujący radykał.

## Życiorys
W młodości uczęszczał do seminarium duchowego, które jednak opuścił.
Od 1885 piastował mandat senatora. W latach 1893–1895 był wiceprezesem senatu. W latach 1895–1896 był ministrem oświaty, propagował na tym stanowisku laicyzację szkoły. W latach 1902–1905 zajmował stanowisko premiera, ministra spraw wewnętrznych i ministra wyznań. W 1904 doprowadził do wypowiedzenia konkordatu z Rzymem. W latach 1915–1916 minister bez teki w gabinecie Brianda.
Zasłynął jako zwolennik modernizacji, przewodniczący lewicy republikańskiej, który jako jeden z pierwszych francuskich polityków sprzeciwił się klerykalizacji życia publicznego oraz systemu edukacji. Przeprowadził reformę, która rozdzieliła kościół od państwa we Francji. Do 1904, z powodu jego nacisków, 10.000 szkół religijnych zostało zamkniętych we Francji, a tysiące księży i zakonnic musiało opuścić Francję ze względu na prześladowania.
W Wielki Piątek 1904 roku na mocy jego decyzji usunięto wszystkie krucyfiksy z sal sądowych, a w lipcu tego roku zerwano stosunki dyplomatyczne z Watykanem, co było jednoznaczne z rozwiązaniem konkordatu.
W 1906 roku na mocy nowej ustawy o rozdziale państwa od Kościołów, państwo francuskie przejęło na własność wszystkie budynki Kościoła katolickiego. W praktyce oznaczało to inwentaryzację wielu budynków wraz z wyposażeniem przez policję. Wielokrotnie dochodziło do starć z ludnością broniącą swoich przekonań religijnych poprzez tworzenie wokół „żywych murów”.
Jego rząd prowadził także inwigilację oficerów wojska francuskiego pod kątem ich religijności – odpowiednie „fiszki” o chodzeniu do kościoła na nabożeństwo znacznie utrudniały awans w wojsku. Doprowadziło to do wybuchu tzw. afery fiszkowej, po której ujawnieniu Combes musiał złożyć rezygnację ze stanowiska.
Jego akcjom sprzeciwiały się wszystkie partie konserwatywne i prawicowe które widziały w masowym zamykaniu szkół kościelnych prześladowania religijne.
Jego antyklerykalizm doprowadził go do stania się wolnomularzem.